# Incze László (labdarúgó)
Incze László (Marosvásárhely, 1918. október 17. – 1969) román válogatott magyar labdarúgó.

## Sikerei, díjai
- Nagyváradi AC:
  - Magyar labdarúgó-bajnokság ezüstérmes: 1942–43

## Statisztika

### Mérkőzései a román válogatottban
| Románia | Románia              | Románia                     | Románia      | Románia  | Románia       | Románia     | Románia | Románia |
| #       | Dátum                | Helyszín                    | Hazai        | Eredmény | Vendég        | Kiírás      | Gólok   | Esemény |
| ------- | -------------------- | --------------------------- | ------------ | -------- | ------------- | ----------- | ------- | ------- |
| 1.      | 1945. szeptember 30. | Budapest, Üllői úti pálya   | Magyarország | 7 – 2    | Románia       | barátságos  | -       | 46'     |
| 2.      | 1947. október 12.    | Bukarest                    | Románia      | 0 – 3    | Magyarország  | Balkán-kupa | -       | 46'     |
| 3.      | 1947. október 26.    | Bukarest                    | Románia      | 0 – 0    | Lengyelország | barátságos  | -       | 56'     |
| 4.      | 1948. június 6.      | Újpest, Megyeri úti stadion | Magyarország | 9 – 0    | Románia       | Balkán-kupa | -       |         |
|         | Összesen             |                             |              | 4        | mérkőzés      |             | 0       | gól     |